# Kybos rubrovenosus
Kybos rubrovenosus är en insektsart som beskrevs av Irena Dworakowska 1973. Kybos rubrovenosus ingår i släktet Kybos och familjen dvärgstritar. Inga underarter finns listade i Catalogue of Life.